# Ordem de Queroneia
A Ordem de Queroneia foi uma sociedade secreta para o desenvolvimento de um ethos moral, ético, cultural e espiritual homossexual. Foi fundada por George Cecil Ives em 1897, como resultado da sua conclusão que a "Causa" (termo com que Ives designava a sua luta pelo fim da opressão dos homossexuais) não seria aceite abertamente na sociedade e teria, por isso, que dispor de uma forma de comunicação secreta. O nome da sociedade fazia referência ao local da batalha em que o Batalhão Sagrado de Tebas, constituído por 150 casais de guerreiros tebanos homossexuais, foi definitivamente aniquilado em 338 AC.

## Natureza da organização
A Ordem, de acordo com os livros de notas de Ives, tinha um objectivo, filosofia e recomendações específicas e distintas, e o seu simbolismo particular. Os pré-requisitos para admissão seriam "Zelo, Aprendizagem e Disciplina". O secretismo em que se baseava era descrito pela metáfora da "Corrente", sublinhando que nunca se poderia revelar qualquer informação sobre a Ordem ou sobre os seus membros.
Nas palavras de Ives: "Acreditamos na glória da paixão. Acreditamos na inspiração da emoção. Acreditamos no caráter sagrado do amor. Alguns, no mundo exterior, questionam-se sobre a nossa fé; julgamos não ter uma resposta simples para eles. Haverá irônicos, aos quais não precisamos retorquir, e tolos, para quem as nossas palavras não significam nada. Pois que são as palavras? Símbolos de concepções partilhadas num grupo, e naturalmente gostamos daquilo que conhecemos."
Os membros da sociedade utilizavam um elaborado sistema de rituais, cerimônias, iniciação ao rito, selos, códigos e palavras senha. Ives e os outros membros da sociedade, por exemplo, datavam as suas cartas e outros materiais com base no ano da Batalha de Queroneia, de tal forma que 1899 seria escrito como C2237. Ives refere-se, nos seus escritos, a Walt Whitman como "O Profeta", e usou versos de Whitman nos rituais e cerimônias da Ordem.
A Sociedade Secreta acabou por se expandir para o estrangeiro, e Ives não desperdiçou nenhuma oportunidade de divulgar informação sobre a "Causa". Entre os seus membros contavam-se Charles Kains Jackson, Samuel Elsworth Cottam, Montague Summers, Laurence Housman, John Gambril Nicholson e Oscar Wilde. Suspeita-se que Charles Robert Ashbee fosse membro.
Dada como extinta há muitos anos, no final da década de 1990 assistiu-se a uma tentativa de reconstruir a Ordem de Queroneia com base na doutrina, governação e rituais da Maçonaria. O Reverendo Sotemohk A. Beeyayelel, bispo da Moorish Orthodox Church de New Jersey, foi nomeado Grande Mestre de Grande Loja da Ordem Militar Soberana de Queroneia, que ainda tem membros nos Estados Unidos, Reino Unido, França, na Guiné Equatorial e na África do Sul.